# آلتادین
آلتادین (به انگلیسی: (Althadin)
رده درمانی: خلط آور، ضدالتهاب مخاط گلو و دهان
اشکال دارویی: قرص ۷۰۰ میلی‌گرمی مکیدنی

## موارد مصرف
خلط آور، التهاب مخاط گلو و دهان، سرماخوردگی و گرفتگی صدا، سرفه‌های تحریکی، خشکی دهان و گلو و...

## مکانیسم اثر
قرص لیکوفار حاوی گیاه ختمی، عصاره شیرین بیان و اسانس نعنا می‌باشد. ختمی موجود در این داروی گیاهی (به عنوان اصلی‌ترین ترکیب تشکیل‌دهنده) حاوی موسیلاژها و مواد موثره دیگری است که خواص خلط آور و نرم‌کننده دارند و با ایجاد یک لایه موسیلاژی در مخاط داخل گلو، مانع از گسترش تحریکات می‌شوند.

## موارد منع و احتیاط در مصرف
- حساسیت به ترکیبات تشکیل‌دهنده دارو
- بیماران دیابتی
- در التهابهای ناشی از عفونت مصرف آلتادین می‌بایست همراه با آنتی‌بیوتیک (طبق تجویز پزشک) باشد.

## نحوه مصرف
طبق دستور پزشک هر ۱ تا ۴ ساعت یک قرص مکیده می‌شود.